# Pogromca piorunów
Pogromca piorunów – jeden z utworów Tadeusza Twarogowskiego stanowiących zbeletryzowane biografie uczonych. Książka wydana została w 1958. Ma bardziej fabularny i literacki charakter niż późniejsze popularne biografie uczonych  Twarogowskiego, takie jak Droga do Cambridge. Poświęcona została Benjaminowi Franklinowi, amerykańskiemu działaczowi społeczno-politycznemu i uczonemu.
W utworze przedstawiony został stan wiedzy o elektryczności w czasach Franklina i jego prace badawcze. Zwraca się uwagę także na działalność polityczną i społeczną wynalazcy piorunochronu, tłem historycznym książki jest walka Franklina o niepodległość kolonii brytyjskich w Ameryce i o zniesienie niewolnictwa.